# إبراهيم القورشي
القديس إبراهيم (قورش، سوريا، ق. 350 - القسطنطينية، 422) المعروف أيضًا باسم مار إبراهيم، إبراعميس القورشي، إبراهيم من أفقا، وإبراهيم رسول لبنان  كان ناسك سوري وأسقف من حران وأحد تلاميذ مار مارون. دخل لبنان وبشّر في شماله، جبله، وساحله الفينيقيين بالديانة المسيحية وبحياة أستاذه مار مارون. فكان أول من أدخل تعاليم الطائفة المارونية إلى لبنان، ومن ساهم بنشر التعاليم المسيحية إلى الفينيقيين. يُحتفل بعيده في 14 شباط (فبراير).

## حياة
وُلِد إبراهيم وتلقى تعليمه في كارهاي (حران الحديثة) في سوريا، تتلمذ على يد الناسك مار مارون، وبشر بالإنجيل في وادي جبل لبنان، حيث عاش ناسكًا. وقد وصفت حياته ثيودوريطس من سير (393-466)، أسقف قورش، الذي اسماه بين ثلاثين رجلًا وامرأة آخرين قديسين في كتابه «التاريخ الديني».
قضى الجزء الأول من حياته في صحراء خالكيذا حيث عاش حياة الزهد، أتعب جسده بالصوم والوقوف الدائم وكان منهكًا لدرجة أنه لا يستطيع الحركة. لكنه بعد ذلك غادر من قورش (قورش هي مدينة قديمة تقع بالقرب من النبي حوري الحالية، على بعد 70 كيلومترًا شمال شرق حلب. من هذه المدينة انتشر تلاميذ مار مارون في المنطقة.) إلى لبنان كتاجر وساعد سكان القرية التي أقام فيها على دفع الضرائب بمساعدة أصدقائه. اسم قرية كانت منطقة العاقورة - أفقا. قرية أفقا موجودة في العاقورة بالقرب من نهر ادونيس ومنبعه. طلب منه القرويون أن يصبح معلمهم ووافق على أن يبنوا كنيسة مسيحية، وأسس مجتمعًا من النساك في المناطق النائية لجبيل بالقرب من أفقا. مكث في هذه القرية ثلاث سنوات كاهنًا ثم عاد إلى حياته الزهدية كناسك. بعد أن بشر سكان منطقة جبيل الفينيقيين بالمسيحية، غيروا اسم نهر أدونيس إلى نهر إبراهيم نسبًا لمعلمهم وتخليدًا لذكراه. عمل بعد ذلك بين 410 و420 لتبشير الفينيقيين في جبة بشري (مرورًا بوادي قاديشا) وجبة المنيطرة إلى المسيحية ونجح بذلك. أكمل تبشيره للفينيقيين على طول جبل لبنان في طريقه للعودة إلى مدينة كارهاي (حران). لُقب لاحقاً بـ «رسول لبنان» عندما أعتنق عن يده السكان الفينيقيين للجبل والساحل اللبنانيان المسيحية المارونية.
تم انتخابه لاحقًا أسقفًا لكارهاي في بلاد ما بين النهرين (حران)، حيث عمل بقوة للحد من الانتهاكات القائمة. توفي في القسطنطينية عام 422 بعد أن ذهب إلى هناك للتشاور مع ثيودوسيوس الثاني، على الرغم من أن البعض يجادل بأنه ربما حدث بدلاً من ذلك في عام 390 تحت حكم سلف ثيودوسيوس الثاني، ثيودوسيوس الأول. أعيد جثمانه إلى حران بمدينة أنطاكية حيث دفن. عيده هو 14 شباط / فبراير.

بحسب ألبيرت باتلير،
لقد مر بعض الوقت بعد ترسيمه أسقفًا على كاريس، في بلاد ما بين النهرين، وهي الدولة التي برأها من عبادة الأصنام والخلافات والرذائل الأخرى. انضم لذكرى الراهب والتكفير في أعماله، وتوفي في القسطنطينية، عام 422، بعد أن أرسله ثيودوسيوس الأصغر إلى المحكمة، وعامل هناك بشرف عظيم بسبب قدسيته. احتفظ ذلك الإمبراطور بأحد ثيابه المهترئة، وارتداها بنفسه في أيام معينة، احترامًا له.»